# نورمان دويغ
نورمان دويغ (بالإنجليزية: Norman Doig)‏ هو لاعب كرة قدم أسترالية أسترالي، ولد في 24 يوليو 1910 في Mount Lawley, Western Australia ‏ في أستراليا، وتوفي في 29 يوليو 2001 في Attadale, Western Australia ‏ في أستراليا.

## وصلات خارجية
- نورمان دويغ على موقع AustralianFootball.com (الإنجليزية)
- نورمان دويغ على موقع AFLtables.com (الإنجليزية)